# Illoula Oumalou
Illoula Oumalou (en kabyle : Illulen Umalu) est une commune algérienne de la wilaya de Tizi Ouzou, située à 115 km à l'est d'Alger et à 37 km au sud-est de Tizi Ouzou, dans la région de Kabylie.
Illoula Oumalou est aussi le nom d'une tribu kabyle.

## Géographie

### Situation
La commune d'Illoula Oumalou est située au sud-est de la wilaya de Tizi Ouzou.
| Aït Yahia             | Ifigha                      | Bouzguen  |
| Imsouhal, Iferhounène | Illoula Oumalou             | Beni Ziki |
| Illilten              | Chellata (wilaya de Béjaïa) |           |

### Localités de la commune
Lors du découpage administratif de 1984, la commune d'Illoula Oumalou est composée à partir des onze localités suivantes :
- Mezeguène(Mzeggen)
- Agoussim (Agusim)
- Aït Ali-Ou-Mohand (At Ɛli Umḥend)
- Aït Aziz (At Ɛziz)
- Aït Lahcène (At Leḥsen)
- Ighil Gueltounene (Iɣil Igeltunen)
- Lemsalla (Lemsella)
- Maraghna (Mareɣna)
- Abourghès (Aburɣes) est l'un des plus anciens villages de la commune d'illoula Oumalou (Daïra de Bouzeguène, Wilaya de Tizi-Ouzou, Algérie).
- Tabouda (Tabuda), chef-lieu de la commune
- Igreb (Igreb)
- Hidjeb (Ḥijeb)
- IGRAOUENE (Iger Ɛwen)
- Ihamzien (Iḥamziyen)
- Takhlidjt (taxlijt)
- Boubhir (bubhir) (village agricole)

Tabuda ou Tabouda est le chef lieu de cette commune. Tabuda est un mot kabyle signifie Typha,Massette à larges feuilles une plante qui pousse généralement dans les lieux humides tels les cours d'eau, les mares...Le même nom Tabuda désigne un autre village non loin de là c'est Tabuda un village de la commune de Beni mlikech . Il est attesté aussi sous une autre forme masculine celle-ci: Abudu dans la ville de Béjaia
Boubhir ou Messuya est un nouveau village agricole construit en 1982 à la suite de l'application du projet de la révolution agriculture par ordre du défunt ancien Président de la république Algérienne Houari Boumediene.
Ce village est à 21 km d’Azazga et à 40 km d’Akbou (Bejaïa), et situé à 2 km du pont Boubhir, relié à la commune d’Illoula Oumalou, Daïra Bouzeguene, Wilaya de Tizi-Ouzou; sa population est à environ de 1000 habitants qui sont venus des différentes willayas et qui parlent simultanément Arabe et Kabyle.

## Culture
- "Fête de la figue" au village Lemsella
- "Fête de la robe kabyle" au village Ihamziyen
- "Fête des plantes médicinales" au village Mezeguene

## Ses villages
- Aṭ Aziz
- Mezeguene
- Agoussime
- Igraouene
- Mareghna
- Igreb
- Boubehir
- Tabouda village
- Tabouda centre chef lieu de la commune
- Takhelijt
- Aṭ Ali Oumhend
- Sidi Abd Rehmane
- Hidjeb
- Abourghès
- Ihamziyen
- Aṭ Lahcene
- Lemsella
- IGhil

## Personnalités de la commune
- Ferhat Mehenni dit Ferhat Imazighen Imula, chanteur, homme politique et militant pour la cause indépendantiste kabyle.